# CBCニュース:モーニング
『CBCニュース:モーニング（CBC News: Morning）』はカナダ・CBCテレビジョンで東部時間6:00〜7:00（太平洋時間3:00〜4:00）まで、CBCニュースワールドで東部時間6:00〜10:00（太平洋時間3:00〜7:00）まで生放送された朝の情報番組。大西洋標準時とニューファンドランド標準時では無線では利用できなかった。ヘザー・ヒスコックスがホストを務め、コリーン・ジョーンズが天気とスポーツニュースを、ハリー・フォレステル（Harry Forestell）が国際ニュースを、ダニエル・ボチョブがビジネスニュースをそれぞれ担当した。
2009年10月にCBCニュースワールドがCBCニュースネットワークにブランド変更された時、『CBCニュースナウ』に吸収された。ヒスコックスは引き続き6:00〜9:00までホストを務めており、CBCテレビジョンはカナダ大西洋岸以西の地域では引き続き6:00（現地時間）に同時放送を行っている。

## その他のレギュラー出演者
- ポール・ウェルズ（英語版） - マクリーンズ誌（英語版）、政治コメンテーター
- ケイディ・オマリー（英語版） - ザ・ヒル・タイムズ（英語版）、政治コメンテーター
- ドクター・マイケル・エバンス（Dr. Michael Evans） - 保健ニュース
- ボブ・マクドナルド（英語版） - 科学ニュース
- エレナ・アジッチ（英語版） - 芸術・エンターテインメントニュース